# Markus Oscarsson
Markus Tobias Oscarsson (* 9. Mai 1977 in Västerås) ist ein ehemaliger schwedischer Kanute.

## Erfolge
Markus Oscarsson nahm fünfmal an Olympischen Spielen teil. Bei den Olympischen Spielen 1996 in Atlanta gehörte er neben Staffan Malmsten zum schwedischen Aufgebot im Zweier-Kajak, mit dem er über 500 Meter im Halbfinale ausschied und über 1000 Meter den achten platz belegte. Vier Jahre darauf in Sydney bestritt Oscarsson im Zweier-Kajak zwei Wettkämpfe mit Henrik Nilsson. Über 500 Meter gewannen sie zwar ihren Vorlauf, kamen im Finale aber nicht über den neunten und letzten Platz hinaus. Auf der 1000-Meter-Distanz kamen sie mit einem Rückstand von 1,6 Sekunden hinter den siegreichen Italienern Beniamino Bonomi und Antonio Rossi als Zweite ins Ziel und erhielten die Silbermedaille.
2004 in Athen scheiterten Oscarsson und Nilsson auf der 500-Meter-Strecke im Halbfinale. Das Rennen über 1000 Meter beendeten sie dagegen einen Platz besser als vier Jahre zuvor. In 3:18,420 Minuten setzten sie sich dieses Mal gegen die Italiener Bonomi und Rossi durch, sodass Oscarsson und Nilsson Olympiasieger wurden. In Peking startete Markus Oscarsson bei den Olympischen Spielen 2008 erstmals auch im Einer-Kajak. Im Wettbewerb über 1000 Meter erreichte er auch das Finale und schloss dieses auf dem sechsten Platz ab. Im Zweier-Kajak wurde er mit Anders Gustafsson über 1000 Meter im Vorlauf disqualifizierte, da sie ihre Bahn verlassen hatten. Bei den Olympischen Spielen 2012 in London traten Oscarsson und Henrik Nilsson nochmals im Zweier-Kajak über 1000 Meter an und zogen in dieser Disziplin in ihr drittes gemeinsames olympisches Finale ein. Sie schlossen das Rennen auf dem fünften Platz ab.
Weitere Erfolge gelangen Oscarsson auch bei Weltmeisterschaften. 2001 erfolgte in Posen der Gewinn der Bronzemedaille im Zweier-Kajak mit Henrik Nilsson über 500 Meter. 2002 in Sevilla und 2003 in Gainesville wurden sie auf der 1000-Meter-Distanz Weltmeister und belegten auf dieser 2011 in Szeged den zweiten Platz. Dazwischen wurde Oscarsson 2006 in Szeged über 1000 Meter auch Weltmeister im Einer-Kajak. Ebenfalls in Szeged, aber bereits 2002, wurden Oscarsson und Nilsson Europameister im Zweier-Kajak über 1000 Meter, während sie sich über 500 Meter die Bronzemedaille sicherten. In Račice u Štětí gewann Oscarsson 2006 zudem EM-Bronze im Einer-Kajak über 1000 Meter.
Sein Bruder Mattias Oscarsson nahm 1996 ebenfalls an den olympischen Kanuwettbewerben teil.